# フォーリス

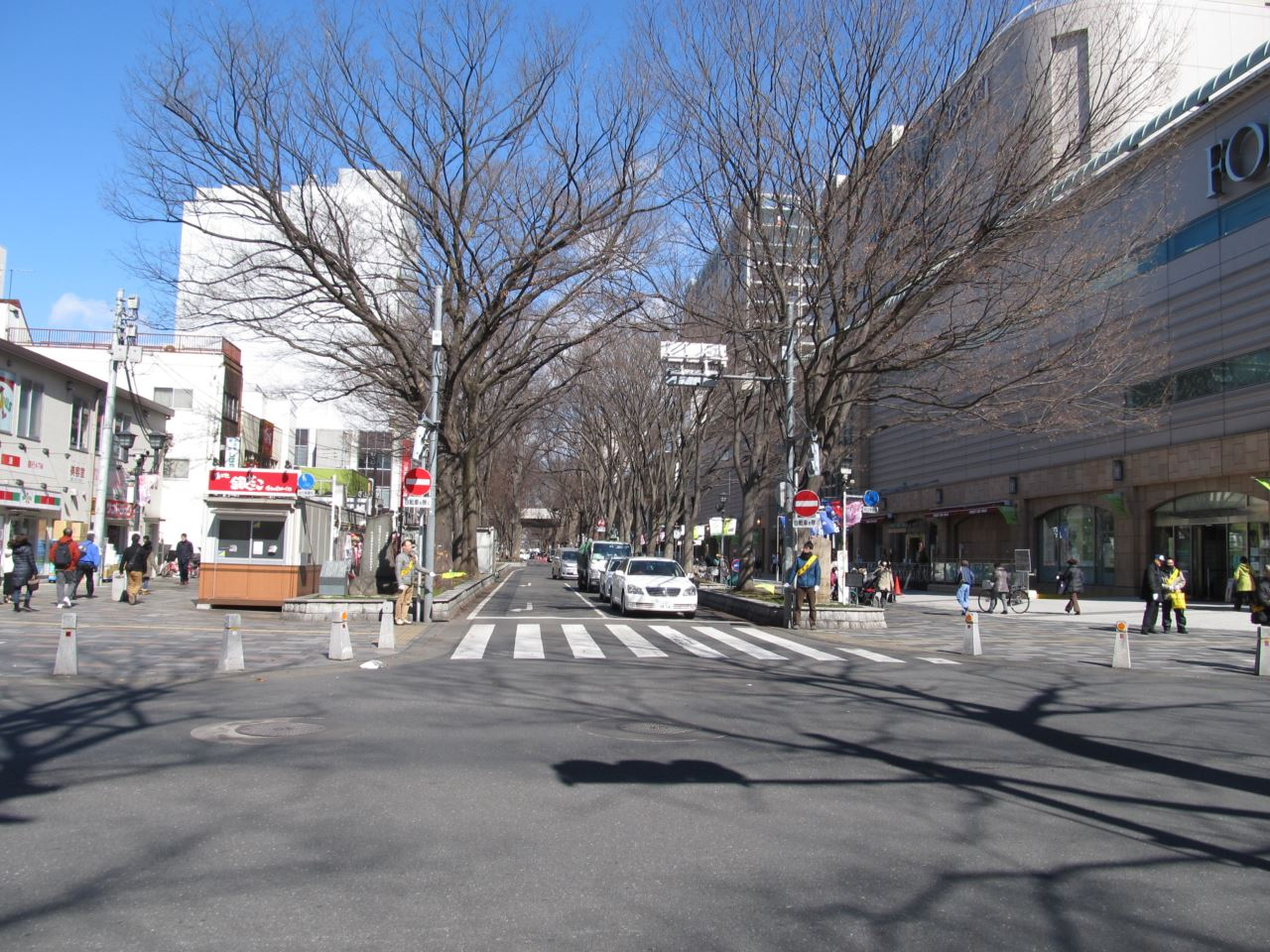
けやき並木通り南端。右側がフォーリス

フォーリス（英：Foris）は、東京都府中市の京王線府中駅前に所在するショッピングセンター。1996年4月3日開業。府中市が主導する府中駅南口市街地再開発事業計画により、専門店街「フォーリス」として伊勢丹府中店と同時にオープンした。伊勢丹府中店の閉店後、2021年6月25日にミッテン府中がグランドオープン。それ以降は「ミッテン府中・専門店街フォーリス」として一体的に営業を行っている。
建築物としての名称は「フォレストサイドビル」であり、同ビルの高層棟にミッテン府中（旧：伊勢丹府中店）がテナント出店し、3階建の低層棟が専門店街「フォーリス」として営業する形を取っており、高層棟と低層棟は一体的に建設されている。同ビルの管理・運営は、府中市などが出資する株式会社フォルマが行う。本項では同社についても記述する。

## 概要
府中駅南口第二地区市街地再開発事業 B地区（第二地区）に位置するフォレストサイドビル（商業棟）は、建設に約2年3か月の期間をかけ、府中駅南口再開発事業で最初に建設され開業した。府中駅前には戦後から駅前商店街や細い路地に商店が立ち並んでいたが、再開発地域にあった商店の一部も地権者として「フォーリス」内に入居した。
フォーリス開業時のキャッチフレーズは「府中けやき並木の専門店街」であった。
府中駅の南改札から南方に伸びるペデストリアンデッキが当ビル2階に接続し、ミッテン府中（旧伊勢丹府中店）側の正面玄関はデッキ上にある。デッキは当ビルとくるる、武蔵府中ル・シーニュの3つの再開発ビルを結んでおり、また駅構内を通って京王電鉄が運営する府中駅ビルのぷらりと京王府中（旧称：京王府中ショッピングセンター）とも接続している。
建物は地下3階・地上9階建てで、うちフォーリスの部分は3階建て、ミッテン府中（旧伊勢丹府中店）が入居する部分は9階建てで屋上がある。地下2 - 3階は駐車場で、三井住友銀行府中支店が当ビルと一体化している。
大國魂神社の北方に面し、神社への参道「けやき並木通り」の東方に面する。当地は武蔵国国府の中心部（国衙）に当たり、隣接する土地に続いて多くの遺跡が発掘されている。
2014年4月1日、屋上にFC東京が運営するサッカー・フットサルスクール「FC東京 府中パーク」が開業した。
2019年9月30日、フォレストサイドビルの核テナントであった伊勢丹府中店が閉店した。
2020年11月30日、フォーリスが開業した1996年から核店舗として地下1階に出店していた食品スーパー「さくら市場館」府中フォーリス店が閉店した。「さくら市場館」は府中市に本社を置くさくらコマースが経営する食品スーパーであったが、最後の店舗だった府中フォーリス店の閉店により、さくらコマースはスーパーマーケット事業から撤退した。

「さくら市場館」府中フォーリス店の閉店後、跡地はしばらく空き店舗となっていたが、2021年5月25日のミッテン府中プレオープンと同時に、ヤオコー府中フォーリス店が開店した。ヤオコーは本社のある埼玉県を中心に、東京都では多摩地域へも出店しているが、府中市への出店はこれが初となる。同年6月25日にミッテン府中がグランドオープンした。

## フロア構成

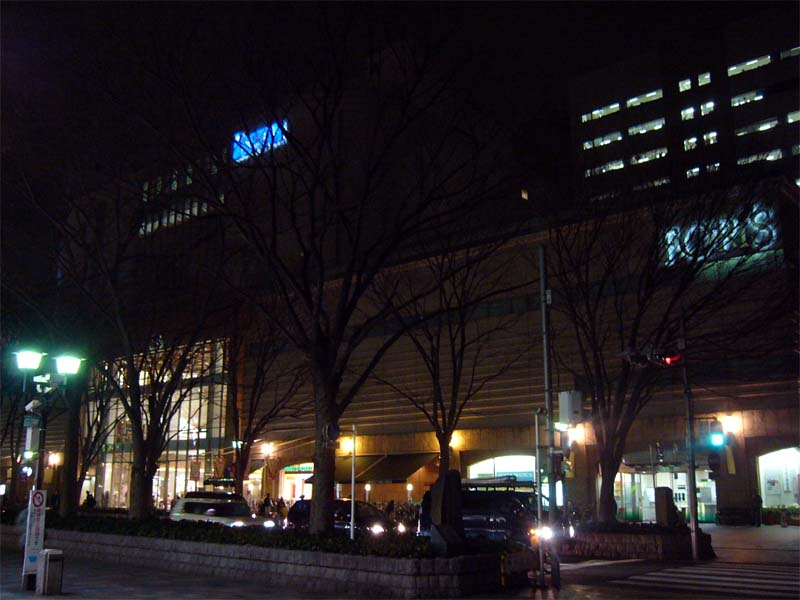
夜のフォーリス。左側の明るいガラス窓部分が吹き抜けの「光と風の広場」

各フロアごとにそれぞれ名称が付けられている。1階にはフードコート「フォレストサイドテーブル」がある。
店舗の詳細は、公式ウェブサイト「フロアガイド／フォーリス」を参照。

### 3階
LIFE DESIGN STUDIO
- 美容室イレブンカット 府中フォーリス店 - 2021年2月19日開店[14]
- コンタクトレンズのアイシティ 府中フォーリス店
- 山野楽器 府中フォーリス店
- ネイルサロン
- クリニック
- ユニクロ 府中フォーリス店 - 2021年5月27日閉店[15][16]。ミッテン府中3階へ移転し「ユニクロ ミッテン府中店」として翌5月28日に開店（プレオープン）[17][18]。

### 2階
FASHION AVENUE
- アインズ&トルペ 府中フォーリス店
- DHC  府中フォーリス直営店
- Zoff 府中フォーリス店
- 靴下屋 府中フォーリス店
- きもの処 吉田 - 創業70年超の呉服店。再開発前に商店街で営業していた地権者の店舗で、フォーリス開業と同時に入居[19]。
- サブウェイ フォーリス府中店[20][21] - 2024年10月28日開店、サブウェイくるる府中店閉店から6年ぶりに府中駅前にサブウェイが復活した[22]。
- その他、レディスファッション、ジュエリー、マッサージ、インテリア、タピオカスイーツの店舗がある。

### 1階
縁日参道
- ビアードパパ 府中フォーリス店
- 青木屋 府中けやき並木通り店[23] - 明治創業の老舗和菓子店。地権者として入居。
- カルディコーヒーファーム 府中フォーリス店
- サンジェルマン 府中店
  - パン工房アンテンドゥ 府中フォーリス店（閉店）[24]に代わり出店。
- カメラのキタムラ  府中・フォーリス店
- その他、雑貨・食器・インテリア・時計・文具などの店舗がある。

フードコート「フォレストサイドテーブル」
- はなまるうどん 府中フォーリス店
- らーめん つばめ
- ドトールコーヒーショップ 府中フォーリス店
- モスバーガー 府中フォーリス店 - 2018年11月29日開店[25]
  - たこ焼き・お好み焼き「じゃんぼ總本店」府中フォーリス店（閉店）[26]に代わり出店。
- ケンタッキーフライドチキン フォーリス府中店
- ミスタードーナツ 府中ショップ

光と風の広場
- 巨大なガラス壁を持つ吹き抜けのイベントスペース「光と風の広場」が設置されている。当ビルは武蔵国国府の設置された府中市に位置し、その中心地に近いことから歴史的行事や展示、コンサートなどイベントが多く開催される。ガラス壁の外側でもイベントや販売会、臨時マーケットなどが度々行われる。
- かつてはここにインフォメーションカウンターが設置されていたが、ミッテン府中の開業と同時に、インフォメーションカウンターはミッテン府中2階エントランス前へ移転した。

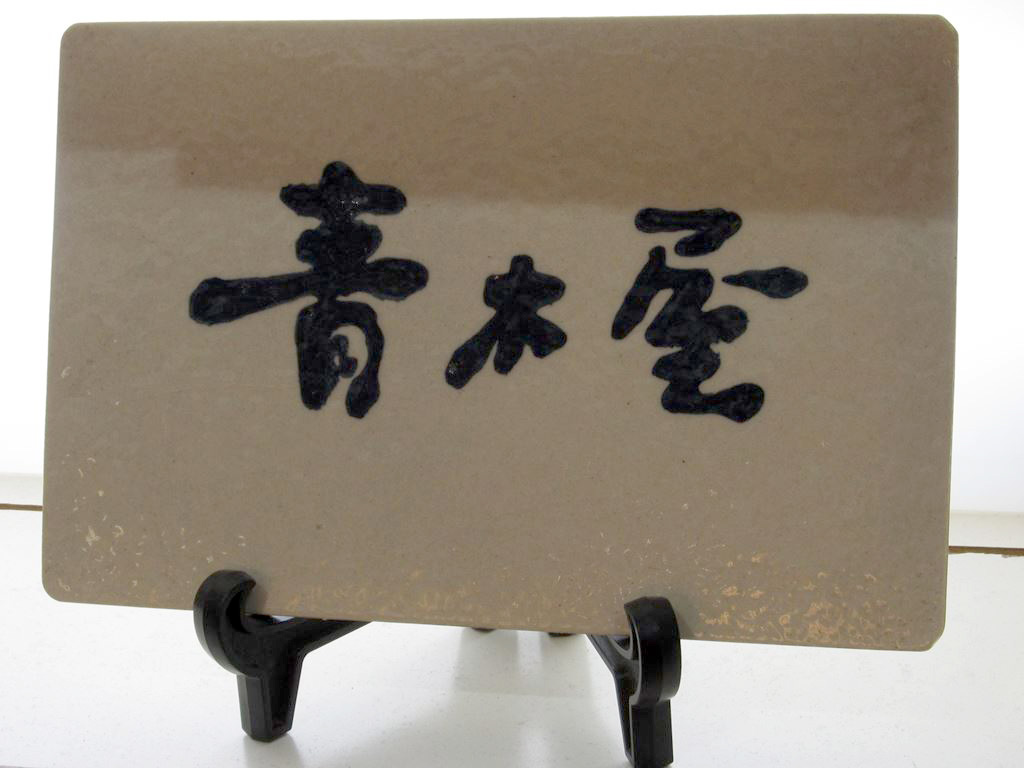
府中の老舗和菓子店・青木屋 フォーリス内店舗の看板
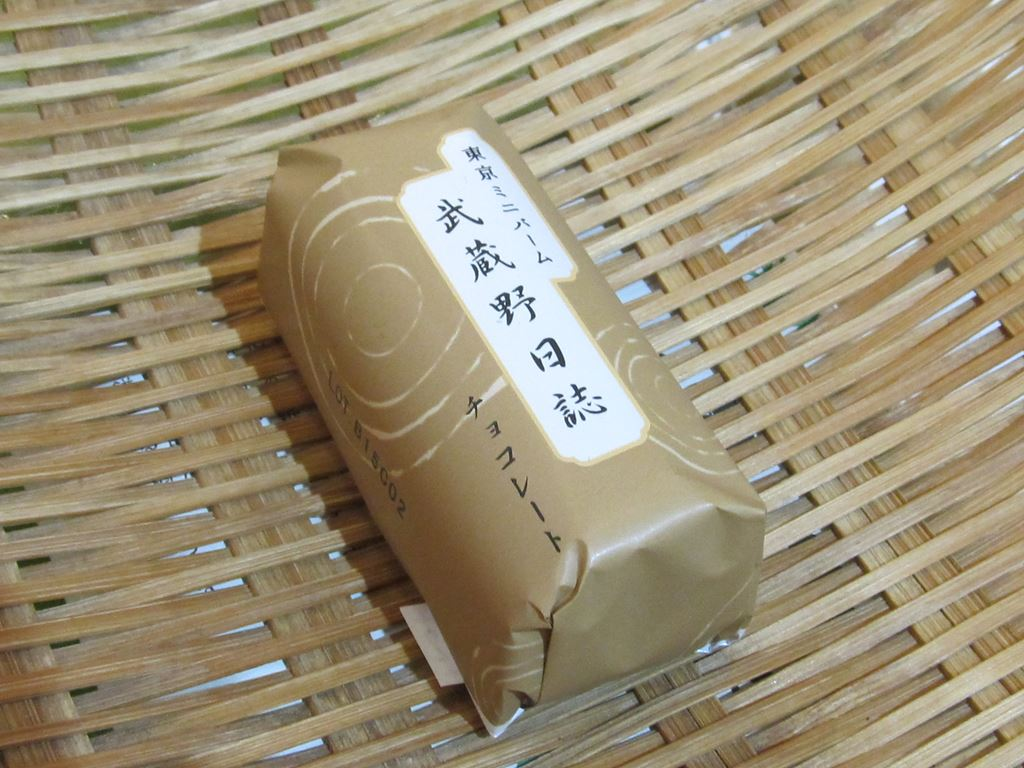
フォーリスで販売される青木屋の土産菓子「武蔵野日誌」
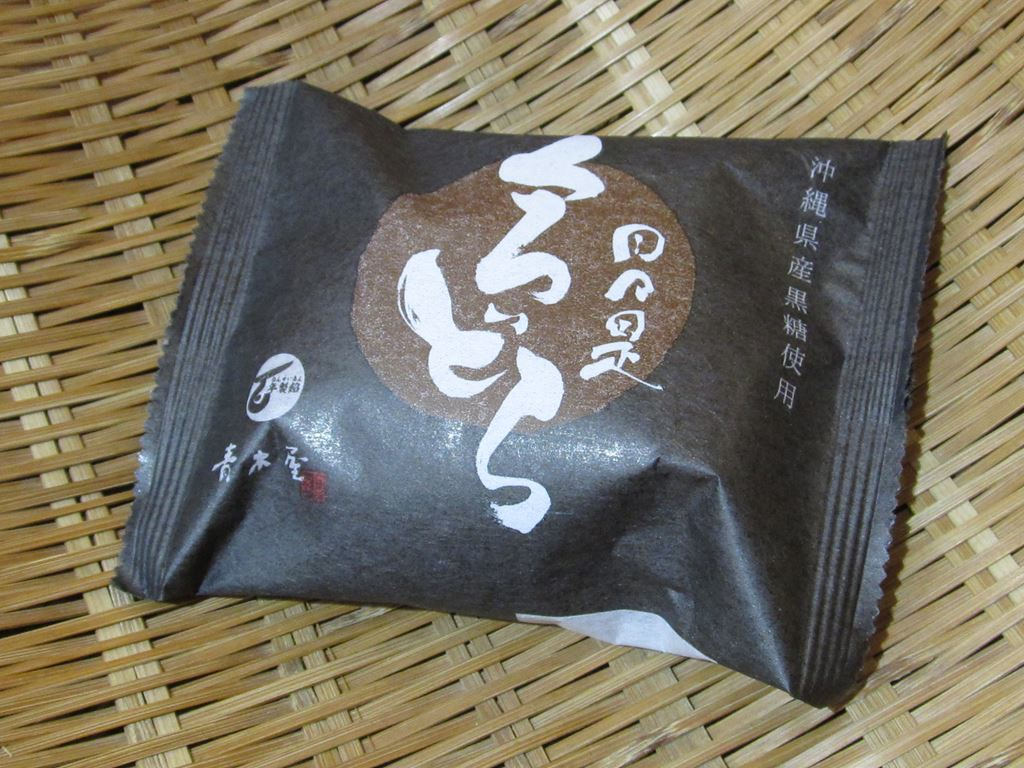
フォーリスで販売される青木屋のどら焼き「日々是くろどら」

### 地下1階
新鮮市場
- ヤオコー 府中フォーリス店 - 2021年5月25日開店[12]
  - さくら市場館 府中フォーリス店（閉店）[27]の撤退後、跡地に出店。

### 地下2 - 3階
- 駐車場 -「府中駅南口市営駐車場」として、武蔵府中ル・シーニュの地下駐車場と一体化している[28]。

## 株式会社フォルマ
1995年（平成7年）6月7日設立。府中駅南口第二地区市街地再開発事業計画に伴い設立され、フォレストサイドビルの管理、ショッピングセンター「フォーリス」の運営を行う商業デベロッパーである。
事業内容
- 不動産の売買・賃貸借・仲介
- 販売促進に関する指導、店舗計画・経営指導等のコンサルタント業務
- 都市再開発の調査・計画・設計、事業施行に関するコンサルタント業務
- 府中市中心市街地のまちづくりに貢献するコンサルタント業務
- 広告代理業

## 交通アクセス
- 京王電鉄京王線：府中駅 徒歩1分[31]
- JR南武線・武蔵野線：府中本町駅 徒歩5分[31]

## 周辺
- 府中駅
  - ぷらりと京王府中（旧称：京王府中ショッピングセンター）- 京王電鉄が運営する府中駅の駅ビル
- 府中駅南口市街地再開発事業計画で建設された施設
  - くるる (東京都府中市)
  - 武蔵府中ル・シーニュ